# 山川周一
山川 周一（やまかわ しゅういち、1964年5月10日 - ）は、広島県竹原市吉名町出身の元プロ野球選手（投手、右投右打）・コーチ。現在は福岡ソフトバンクホークス一軍コンディショニング担当。

## 来歴・人物
小学5年から野球を始め、地元中学の野球部から広島の崇徳高校に進学。
高校3年時には、1982年の夏の広島県大会ではノーヒットノーランも達成して決勝まで進むも、その年の甲子園で準優勝した広島商業高に敗れて甲子園出場を逃す。
1982年のプロ野球ドラフト会議で南海ホークスから4位指名を受け入団。
1983年から一軍登板を果たす。速くキレのよい球を投げ、少ない投球数で肩ができるのが特長。端正な顔立ちで人気を博した。
1992年に現役を引退。
引退後は打撃投手を務めた。
1996年からはコンディショニングコーチに就任。
2016年から肩書がコンディショニングコーチからコンディショニング担当になり、球団サイトの選手名鑑には掲載されなくなった（同球団の他のコンディショニングコーチも同様である）。
2017年、11月25日から台湾で開催される2017アジアウインターベースボールリーグにおいて、NPBウエスタン選抜のコンディショニングコーチを務める。
南海・ダイエー・ソフトバンクと、プロ入り以来、選手・打撃投手・コーチとしてユニフォームを着続けている。
ダルビッシュ有投手は自身のYouTubeチャンネルにおいて、他球団ながら山川から多くのことを教わったと述べている。

## 詳細情報

### 年度別投手成績
| 年 度     | 球 団         | 登 板 | 先 発 | 完 投 | 完 封 | 無 四 球 | 勝 利 | 敗 戦 | セ 丨 ブ | ホ 丨 ル ド | 勝 率 | 打 者 | 投 球 回 | 被 安 打 | 被 本 塁 打 | 与 四 球 | 敬 遠 | 与 死 球 | 奪 三 振 | 暴 投 | ボ 丨 ク | 失 点 | 自 責 点 | 防 御 率 | W H I P |
| --------- | ------------- | ----- | ----- | ----- | ----- | -------- | ----- | ----- | -------- | ----------- | ----- | ----- | -------- | -------- | ----------- | -------- | ----- | -------- | -------- | ----- | -------- | ----- | -------- | -------- | ------- |
| 1983      | 南海 ダイエー | 7     | 2     | 0     | 0     | 0        | 0     | 1     | 0        | --          | .000  | 53    | 11.0     | 10       | 3           | 10       | 0     | 2        | 6        | 0     | 0        | 8     | 8        | 6.55     | 1.82    |
| 1984      | 南海 ダイエー | 9     | 1     | 0     | 0     | 0        | 0     | 1     | 1        | --          | .000  | 107   | 24.2     | 22       | 5           | 14       | 0     | 3        | 12       | 0     | 0        | 15    | 14       | 5.11     | 1.46    |
| 1985      | 南海 ダイエー | 1     | 0     | 0     | 0     | 0        | 0     | 0     | 0        | --          | ----  | 3     | 0.0      | 1        | 1           | 2        | 0     | 0        | 0        | 0     | 0        | 3     | 3        | ----     | ----    |
| 1987      | 南海 ダイエー | 2     | 1     | 0     | 0     | 0        | 0     | 1     | 0        | --          | .000  | 16    | 2.2      | 6        | 2           | 3        | 0     | 0        | 1        | 0     | 0        | 6     | 6        | 20.25    | 3.38    |
| 1990      | 南海 ダイエー | 6     | 0     | 0     | 0     | 0        | 0     | 0     | 0        | --          | ----  | 32    | 7.2      | 9        | 3           | 0        | 0     | 1        | 1        | 0     | 0        | 6     | 6        | 7.04     | 1.17    |
| 通算：5年 | 通算：5年     | 25    | 4     | 0     | 0     | 0        | 0     | 3     | 1        | --          | .000  | 211   | 46.0     | 48       | 14          | 29       | 0     | 6        | 20       | 0     | 0        | 38    | 37       | 7.24     | 1.67    |

- 南海（南海ホークス）は、1989年にダイエー（福岡ダイエーホークス）に球団名を変更

### 記録
- 初登板：1983年8月18日、対ロッテオリオンズ20回戦（川崎球場）、8回裏に4番手で救援登板・完了、1回無失点
- 初奪三振：同上、8回裏に井上洋一から
- 初先発：1983年9月1日、対近鉄バファローズ24回戦（大阪スタヂアム）、5回1失点
- 初セーブ：1984年9月28日、対ロッテオリオンズ26回戦（川崎球場）、6回裏に2番手で救援登板・完了、4回無失点

### 背番号
- 36 （1983年 - 1992年）
- 108 （1993年 - 1995年）
- 92 （1996年 - 2013年）
- 02 （2014年 - ）

### 代表歴
- 2017アジアウインターベースボールリーグ：NPBウエスタン選抜：コンディショニングコーチ[1]